# Heli Malongo Airways
Heli Malongo Airways es una aerolínea con base en el aeropuerto Quatro de Fevereiro en Luanda, Angola, que ofrece vuelos chárter regionales de pasajeros.

## Flota

### Flota Actual
En enero de 2023, la flota de Heli Malongo Airlines se compone de las siguientes aeronaves con una media de edad de 12.7 años: